# 뮈르추슐라크군

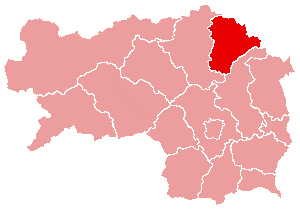
뮈르추슐라크군의 위치

뮈르추슐라크군(독일어: Bezirk Mürzzuschlag)은 과거 오스트리아 슈타이어마르크주에 존재했던 군으로 행정 중심지는 뮈르추슐라크이며 면적은 848.86km2, 인구는 42,943명(2001년 기준), 인구 밀도는 51명/km2이다.
서쪽과 남쪽으로는 브루크안데어무어군, 남동쪽으로는 바이츠군, 동쪽으로는 니더외스터라이히주 노인키르헨군, 북쪽으로는 니더외스터라이히주 릴리엔펠트군과 접하고 있었다. 2013년 1월 1일에 브루크안데어무어군과 뮈르추슐라크군이 브루크뮈르추슐라크군으로 합병되면서 폐지되었다.

## 하위 행정 구역
2개 도시, 5개 시장도시, 9개 일반 시를 관할했다.
- 도시
  - 킨트베르크(Kindberg)
  - 뮈르추슐라크(Mürzzuschlag)
- 시장도시
  - 크리글라흐(Krieglach)
  - 미터도르프임뮈르츠탈(Mitterdorf im Mürztal)
  - 랑겐방(Langenwang)
  - 노이베르크안데어뮈르츠(Neuberg an der Mürz)
  - 파이치(Veitsch)
- 일반 시
  - 알러하일링겐임뮈르츠탈(Allerheiligen im Mürztal)
  - 알텐베르크안데어락스(Altenberg an der Rax)
  - 간츠(Ganz)
  - 카펠렌(Kapellen)
  - 뮈르츠호펜(Mürzhofen)
  - 뮈르츠슈테크(Mürzsteg)
  - 슈피탈암제메링(Spital am Semmering)
  - 슈탄츠임뮈르츠탈(Stanz im Mürztal)
  - 바르트베르크임뮈르츠탈(Wartberg im Mürztal)